# 楡社県
楡社県（ゆしゃ-けん）は中華人民共和国山西省晋中市に位置する県。

## 歴史
596年（開皇16年）、隋代により設置された。606年（大業2年）に廃止されたが、618年（義寧2年）に再設置された。1074年（熙寧7年）に北宋により廃止されたが、1086年（元祐元年）に再設置、1266年（至元3年）に元代により廃止されたが、1269年（至元6年）に再設置された。
1958年に廃止され武郷県に編入されたが、1960年に再設置され現在に至る。

## 行政区画
- 鎮:箕城鎮、雲簇鎮、郝北鎮、社城鎮
- 郷:河峪郷、北寨郷、西馬郷